# FILMS
FILMS（フィルムス）は、赤城忠治を中心とした音楽ユニット。

## 概要
- 1979年にバンド「VAT 69」を母体にして結成される。
- 1980年にシングル「T.V. Phone Age」・アルバム「MISPRINT」を発売。
- 1981年にシングル「GIRL」を発売。
- 1982年に¥ENレーベルに移籍[3]。細野晴臣のソロアルバム『フィルハーモニー』のレコーディングに参加しながら2ndアルバムを制作していたが商品化せず、自然解散した[2]。
- その後は、ライブイベントでの客演を主軸に再結成・解散を繰り返し、メンバーも流動的に頻繁に入れ変えられている。
- 1999年に行われたイベント「DRIVE TO 2000」に出演した。

## メンバー

### 「MISPRINT」発売時（1980年）
- 赤城忠治（ボーカル、ギター、パーカッション）
- 小島洋子（ボーカル、コーラス、ダンス）
- 木内アキ（コーラス、scream、ダンス）
- 岩崎工（シンセサイザー、キーボード、ストリングス）
- 本間柑治（シンセサイザー、マニピュレーター）
- 後藤信夫（シンセサイザー、キーボード、ストリングス）
- 橋本忠男（ギター、コーラス）
- 中原信雄（シンセベース、ベース）
- 久下恵生（ドラムス、コーラス）

### ¥ENレーベル時代
- 赤城忠治（ボーカル）
- 後藤信夫（シンセサイザー、キーボード、ストリングス）
- 中原信雄（ベース）
- 鈴木智文（ギター）
- ブラボー小松（ギター）
- 鈴木さえ子（ドラムス）

### 1986～1988年頃
- 赤城忠治（ボーカル）
- 平賀淳一（ベース）
- 出村克明（パーカッション）
- 根津洋志（ギター）
- 米田克哉（キーボード）
- 渡辺達也（キーボード）
- 友田真吾（ドラムス）
- 橋本幸男（ミキシング）

### 「DRIVE TO 2000」出演時
- 赤城忠治（ボーカル）
- 岩崎工（シンセサイザー、キーボード、ストリングス）
- 久下恵生（ドラムス、コーラス）
- 後藤信夫（シンセサイザー、キーボード、ストリングス）
- 中原信雄（ベース）
- ブラボー小松（ギター）
- 鈴木智文（ギター）
- 鈴木さえ子（ドラムス）
- さいとうみわこ（コーラス）

その他、外間隆史・坂本ミツワの参加が確認されている。

## スタジオ作品

### シングル
- 1980年　「T.V. Phone Age」
- 1981年　「GIRL」

### アルバム
- 1980年 「MISPRINT」
- 2009年 「PAST PRESENT & FUTURE」 （発売延期）[4]